# NGC 3808
NGC 3808 (również PGC 36227) – galaktyka spiralna z poprzeczką (SBc/P), znajdująca się w gwiazdozbiorze Lwa. Została odkryta 10 kwietnia 1785 roku przez Williama Herschela. Oddziałuje grawitacyjnie z sąsiednią galaktyką NGC 3808A. Galaktyki te zostały skatalogowane jako Arp 87 w Atlasie Osobliwych Galaktyk Haltona Arpa i znajdują się w odległości ok. 330 mln lat świetlnych od Ziemi. Galaktyki przeszły w przeszłości obok siebie, czego dowodem jest łączący je pomost z gwiazd rozciągający się na 75 tys. lat świetlnych. Powtarzające się bliskie przejścia powinny ostatecznie doprowadzić do połączenia się tej pary galaktyk w jedną, większą.
Niektóre źródła (np. baza SIMBAD, serwis Astronomy Picture of the Day) przyjęły inne oznaczenia – galaktyka PGC 36227 nosi oznaczenie NGC 3808A, jej mniejsza sąsiadka NGC 3808B, zaś cały układ dwóch galaktyk oznacza się jako NGC 3808.
W galaktyce NGC 3808 odnotowano do tej pory jedną supernową: SN 2013db zaobserwowana 29 maja 2013, osiągnęła jasność 17,1m.